# Je m'voyais déjà
Je m'voyais déjà is het achtste studioalbum van Charles Aznavour.
Je m'voyais déjà verscheen in 1960 (Barclay). In 1995 werd een cd-versie heruitgegeven door EMI.

## Tracklist
| 1.                 | Les deux guitares                 | 03:53 |
| 2.                 | Ce jour tant attendu              | 02:11 |
| 3.                 | Fraternité                        | 02:14 |
| 4.                 | J'ai des millions de rien du tout | 02:40 |
| 5.                 | J'ai perdu la tête                | 02:50 |
| 6.                 | Tu t'laisses aller                | 03:43 |
| 7.                 | Rendez-vous à Brasilia            | 02:05 |
| 8.                 | La nuit                           | 03:03 |
| 9.                 | C'n'est pas necessairement ça     | 02:27 |
| 10.                | Plus heureux que moi              | 02:23 |
| 11.                | Je m'voyais déjà                  | 03:26 |
| 12.                | Quand tu m'embrasses              | 02:12 |
| 13.                | Noël des mages                    | 04:31 |
| 14.                | L'amour et la guerre              | 02:38 |
| 15.                | Comme des étrangers               | 02:27 |
| 16.                | Prends le chorus                  | 02:36 |
| 17.                | Tu vis ta vie mon coeur           | 02:10 |
| 18.                | L'enfant prodigue                 | 02:31 |
| 19.                | Monsieur est mort                 | 02:41 |
| Totale duur: 52:07 |                                   |       |